# رنه بیتینگر
رنه بیتینگر (فرانسوی: René Bittinger‎؛ زادهٔ ۹ اکتبر ۱۹۵۴) دوچرخه‌سوار اهل فرانسه است.